# W okopach nie ma ateistów
Twierdzenie W okopach nie ma ateistów (od ang. There are no atheists in foxholes; foxhole to typowy dla wojsk amerykańskich jednoosobowy okop) to aforyzm twierdzący, że w czasie skrajnego stresu i strachu, jak np. występującego w czasie uczestnictwa w działaniach wojennych, większość osób będzie wierzyć lub mieć nadzieję na istnienie siły wyższej. Aforyzm ten odbierany jest przez wielu ateistów jako obraźliwy.

## Pochodzenie
Dokładne pochodzenie frazy jest niepewne. Różne źródła przypisują ją podpułkownikowi Williamowi J. Clearowi lub podpułkownikowi Williamowi Caseyowi, ale najczęściej przypisuje się ją dziennikarzowi Erniemu Pyle'owi. Zdanie to zostało użyte w filmie Wake Island z 1942 roku. W książce Ghost Soldiers autorstwa Hamptona Sidesa pochodzenie wyrażenia jest przypisywane ojcu Cummingsowi, kapelanowi biorącemu udział w napadzie na Cabanatuan w 1945 roku. W formie nie ma ateistów w okopach (od ang. There are no atheists in the trenches; w tym przypadku użyto bardziej ogólnego określenia dla okopów) można datować nawet na okres I wojny światowej.

## Użycie
Twierdzenie to jest wykorzystywane głównie w kazaniach, mszach dla żołnierzy lub na ogólnych uroczystościach wojskowych. Mimo że aforyzm wykorzystywany jest przede wszystkim, aby skomentować określone doświadczenia, które spotykają żołnierzy w czasie walk, to można się spotkać również z dostosowaniem do innych niebezpiecznych sytuacji, np. nie ma ateistów na tonącym statku (od ang. there are no atheists on a sinking ship) lub nie ma libertarian w czasie kryzysu finansowego.
Przekonania religijne obecnego personelu wojskowego USA są podobne do przekonań ogółu populacji, a siły wojskowe większości państw
składają się również z ateistów i osób niereligijnych. Fraza ta czasami wykorzystywana jest, aby błędnie implikować, że wszyscy żołnierze w czasie walk są nawracani; jednak najczęściej używa się jej, aby podkreślić, że wiele osób ma skłonność do szukania boskiej mocy, gdy znajdują się w skrajnym niebezpieczeństwie.
Wojskowe Stowarzyszenie Ateistów i Wolnomyślicieli, organizacja ateistyczna, przeciwstawia się używaniu tej frazy. Wprowadziło ono za to wyrażenie ateiści w okopach (od ang. Atheists In Foxholes), aby podkreślić, że pierwotne hasło jest tylko aforyzmem, a nie faktem statystycznym. Ateiści w okopach wykorzystywane jest również w czasie dyskusji na temat odwrotnego efektu, gdy działania wojenne powodują u niektórych żołnierzy niepewność i zwątpienie w swoją wiarę w Boga ze względu na śmierć i przemoc dookoła nich.

## Wyniki badań
Wyniki badań nad korelacją pomiędzy obawą przed śmiercią a przekonaniami religijnymi dowiodły, że osoby będące silnymi ateistami oraz osoby głęboko wierzące wykazują niski poziom strachu przed śmiercią, podczas gdy u przedstawicieli populacji umiarkowanie wierzącej oraz niereligijnej doświadczany jest wyższy poziom niepokoju przed śmiercią. Wyniki badań przeprowadzonych przez psychologów Uniwersytetu Oksfordzkiego sugerują również, że wiara w wyjaśniającą i odkrywczą potęgę nauki wzrasta w obliczu stresu lub lęku.
Brian Wansink, ekonomista behawioralny Cornell University, w celu empirycznego ustalenia odpowiedzi na pytanie "Czy w okopach są ateiści?" zbadał wyniki 949 pobitewnych ankiet wykonanych pośród żołnierzy amerykańskiej piechoty z okresu II wojny światowej i zauważył, że odsetek żołnierzy szukających oparcia w modlitwie wzrastał z 42% do 72% wraz ze wzrostem stopnia ostrości z jaką rozegrały się bitwy. Aby przetestować trwały wpływ brania udziału w walce na zachowania religijne, przeprowadzono kolejną ankietę 50 lat później, pośród innej grupy weteranów ze wszystkich rodzajów służb wojskowych. Ta grupa weteranów, w ankietach tuż po bitwie wykazywała wzrost oparcia w modlitwie od 32% do 74% wraz ze wzrostem intensywności walk. Drugie badanie wykazało, że po 50 latach wielu żołnierzy nadal wykazywało zachowanie religijne, ale występowały różnice wynikające z ich doświadczenia wojennego. Żołnierze, którzy uczestniczyli w ciężkich walkach, w porównaniu z żołnierzami, którzy w walkach nie uczestniczyli, uczęszczali do kościoła o 21% częściej wtedy, gdy twierdzili, że ich doświadczenia wojenne były negatywne, natomiast ci, którzy twierdzili, że ich doświadczenie było pozytywne, uczestniczyli o 26% rzadziej. Im bardziej weteran nie lubił wojny, tym bardziej religijny był 50 lat później.